# Kotschya platyphylla
Kotschya platyphylla är en ärtväxtart som först beskrevs av John Patrick Micklethwait Brenan, och fick sitt nu gällande namn av Bernard Verdcourt. Kotschya platyphylla ingår i släktet Kotschya och familjen ärtväxter. IUCN kategoriserar arten globalt som sårbar. Inga underarter finns listade i Catalogue of Life.